# Бад-Хофгастайн

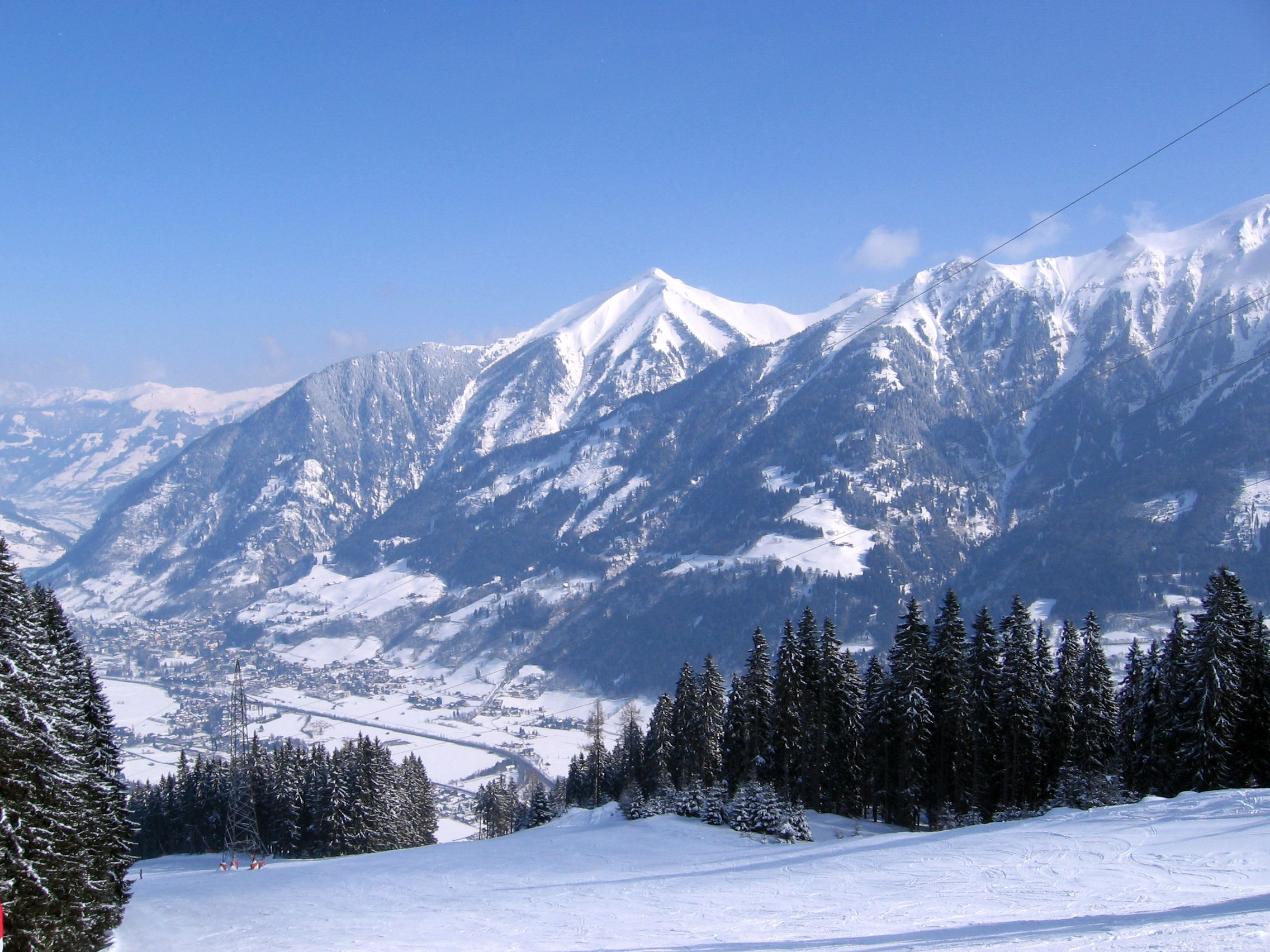
Бад-Хофгастайн — панорама

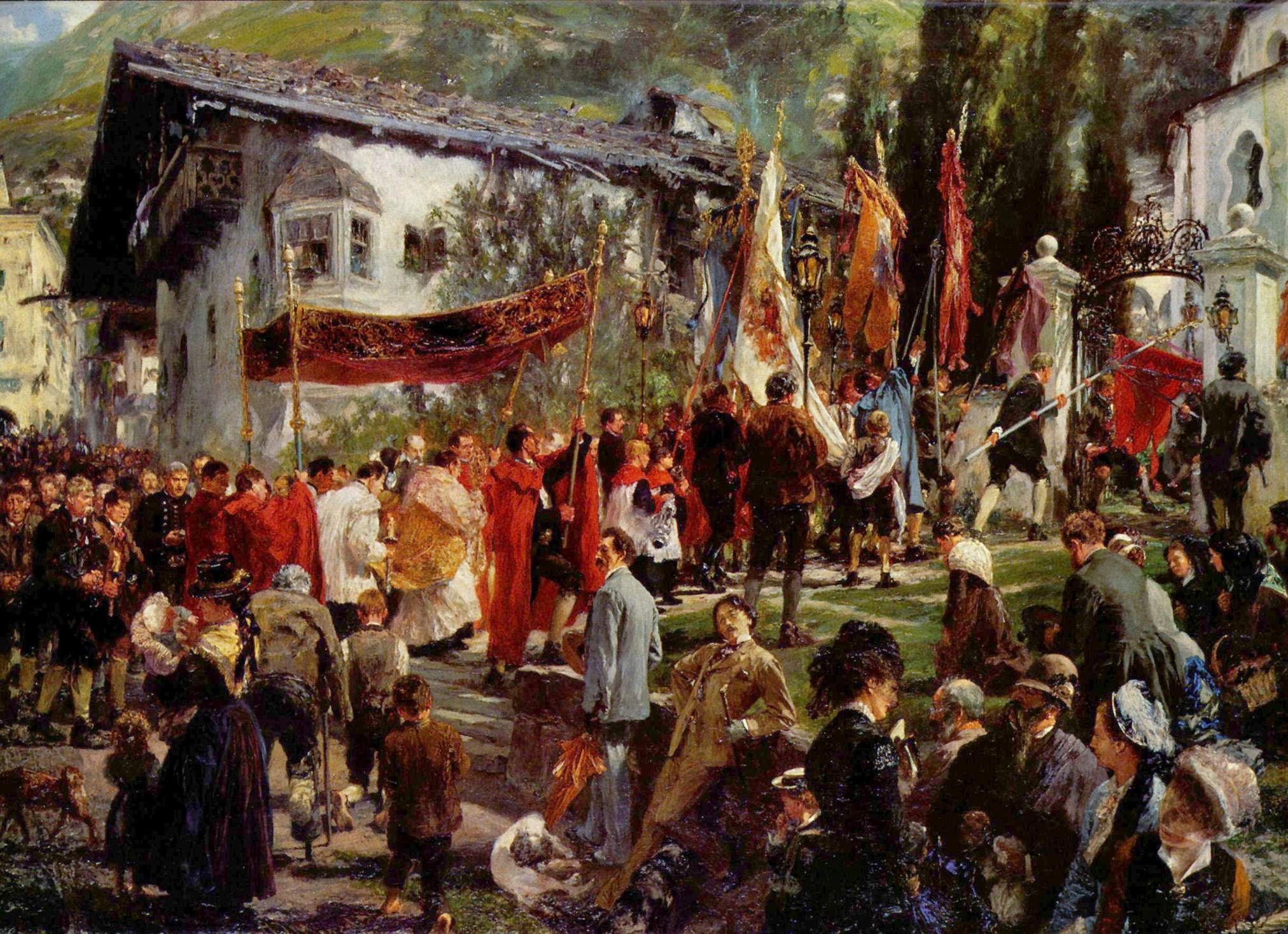
Бад-Хофгастайн

Бад-Хо́фгастайн (нем. Bad Hofgastein) — коммуна (нем. Gemeinde) в Австрии, в федеральной земле Зальцбург.
Входит в состав округа Санкт-Йохан-Понгау. Население составляет 6726 человек (на 2013 год). Занимает площадь 103,73 км². Официальный код — 50 402.

## Политическая ситуация
С 2004 года бургомистром коммуны является социал-демократ Бенедикт Ланг по прозвищу «Фриц», раньше работавший горнолыжным тренером.
Совет представителей коммуны (нем. Gemeinderat) состоит из 25 мест, которые с 2014 года распределяются следующим образом:
- СДПА — 10 мест.
- АНП — 9 мест.
- «Вместе за Бад Хофгастайн» — 3 места.
- АПС — 3 места.

## Известные уроженцы
- Франц Хофер (1902—1975) — во время III рейха гауляйтер НСДАП в Тироле и Форарльберге
- Ханс Груггер (род. в 1981) — горнолыжник, участник Олимпийских игр, многократный победитель этапов Кубка мира.